# Ulrike Nagel (Journalistin)

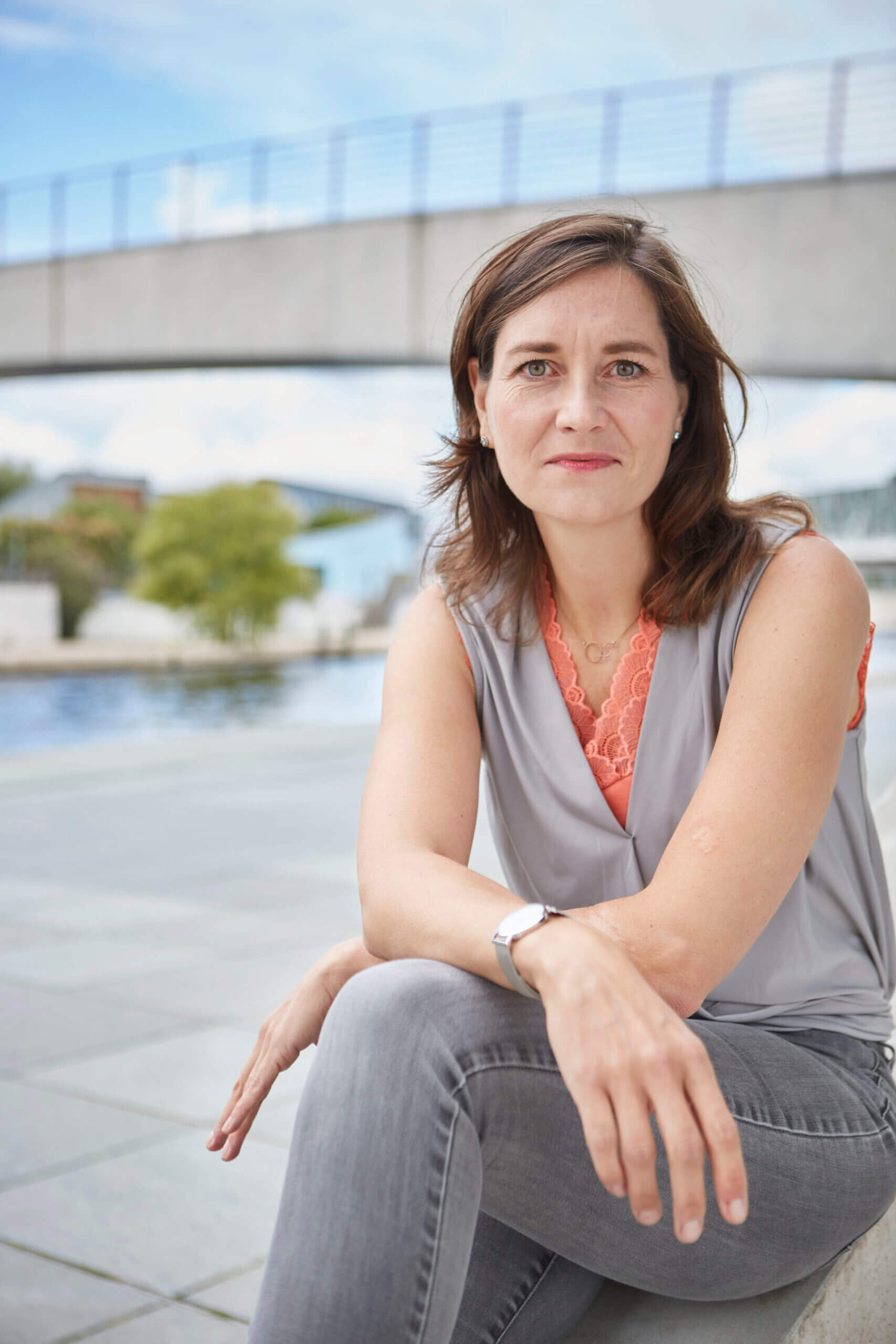
Ulrike Nagel (2020)

Ulrike Nagel (* 1979 in Greifswald) ist eine deutsch-niederländische Journalistin und Übersetzerin aus dem Niederländischen.

## Leben und Arbeit
Nagel wurde 1979 in Greifswald in der damaligen DDR geboren. Sie wuchs in Ost-Berlin in Berlin-Marzahn auf und erlebte als Zehnjährige bewusst den Fall der Mauer. Nach ihrem Abitur ging sie mit 19 Jahren zum Studium in die Niederlande. Nach vier Jahren im Fach Kommunikationswissenschaften an der Reichsuniversität Groningen schloss sie ihr Studium mit einer postgradualen Ausbildung in Hörfunk- und Fernsehjournalismus ab.
Ihre ersten Erfahrungen als Journalistin sammelte sie bei NPO Radio 1 für die Sendung „1opdemiddag“ des AVRO. Danach arbeitete sie als Redakteurin bei KRO-Reporter, einer Sendung für investigativen Journalismus. Anschließend wechselte sie zum Regionalsender RTV Utrecht. Dort arbeitete sie von 2006 bis 2012 als Reporterin für Hörfunk und Fernsehen, insbesondere als „Camjo“ – so nennt man eine selbstständige Kamerajournalistin, die ihre Beiträge selbst filmt, Interviews führt und schließlich sendefertig schneidet.
Von 2012 bis 2021 arbeitete sie in Berlin als freiberufliche Journalistin, Reporterin, Moderatorin und Korrespondentin für den RBB sowie für verschiedene niederländische Medien, darunter als Auslandskorrespondentin für RTL Nieuws.
Nach ihrer Rückkehr in die Niederlande im Jahr 2020 arbeitete Nagel erneut bei RTV Utrecht bis 2023 als Reporterin und Redaktionschefin. Seit 2023 arbeitet sie als Koordinatorin und Redaktionschefin beim NOS Bureau Regio.
Im November 2024 (35 Jahre nach dem Fall der Berliner Mauer) produzierte Ulrike für den Rundfunksender Max eine 6-teilige Podcast-Serie mit dem Titel „Over de Muur“ (Über die Mauer). Darin untersucht sie die Rolle, die die Niederlande gegenüber dem kommunistischen Staat im Osten spielten, als die DDR noch existierte.
Nagel arbeitet als Reporterin und Moderatorin. Sie ist Redakteurin bei NOS-Radio für die Sendung Met het oog op morgen und dem Podcast „De Dag“. Als Deutschlandkennerin wird Nagel regelmäßig gebeten, in Hörfunk- und Fernsehsendungen ihre Meinung zu aktuellen Themen in Deutschland zu äußern und diese zu erklären, darunter Buitenhof, NPO Radio 1, Tijd voor Max, Eva und Bar Laat.

## Buchübersetzungen
- Tim Krabbé: Die vierzehnte Etappe: Radsportgeschichten. Covadonga, Bielefeld 2016, ISBN 978-3-95726-009-3 (aus dem Niederländischen von Ulrike Nagel).
- Lex Reurings, Willem Janssen Steenberg: Der kahle Berg: auf und über den Mont Ventoux. Covadonga, Bielefeld 2020, ISBN 978-3-95726-046-8 (aus dem Niederländischen von Ulrike Nagel).
- Marijn de Vries, Nynke de Jong: Frau & Rennrad: Handbuch für die Hobbyradsportlerin. Covadonga, Bielefeld 2014, ISBN 978-3-936973-93-8 (aus dem Niederländischen von Ulrike Nagel).